# Felsenburg Sloup

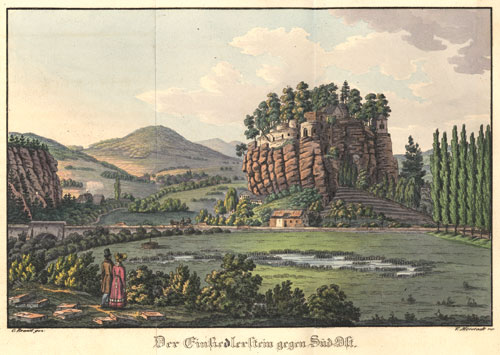
Einsiedlerstein 1831

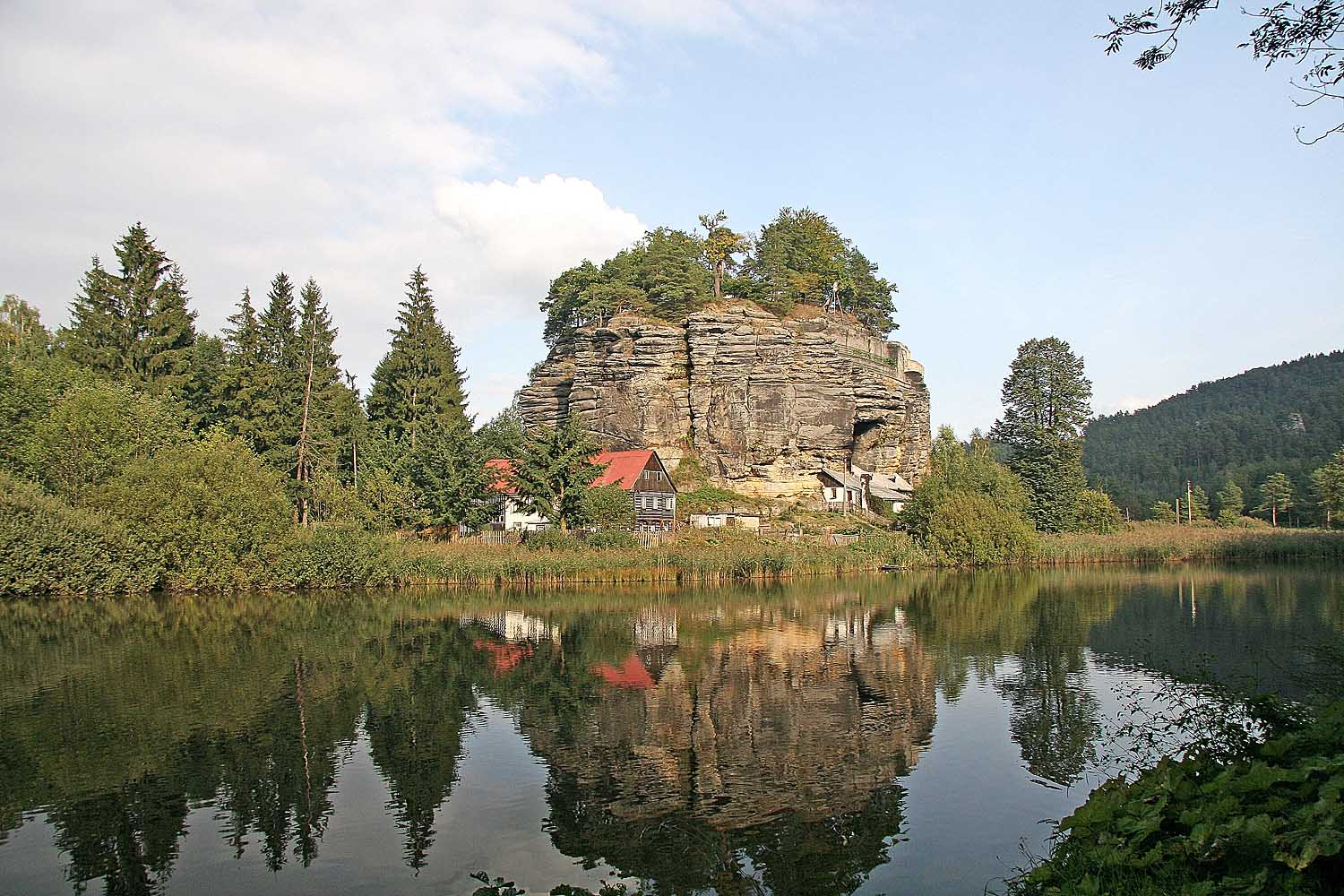
Einsiedlerstein

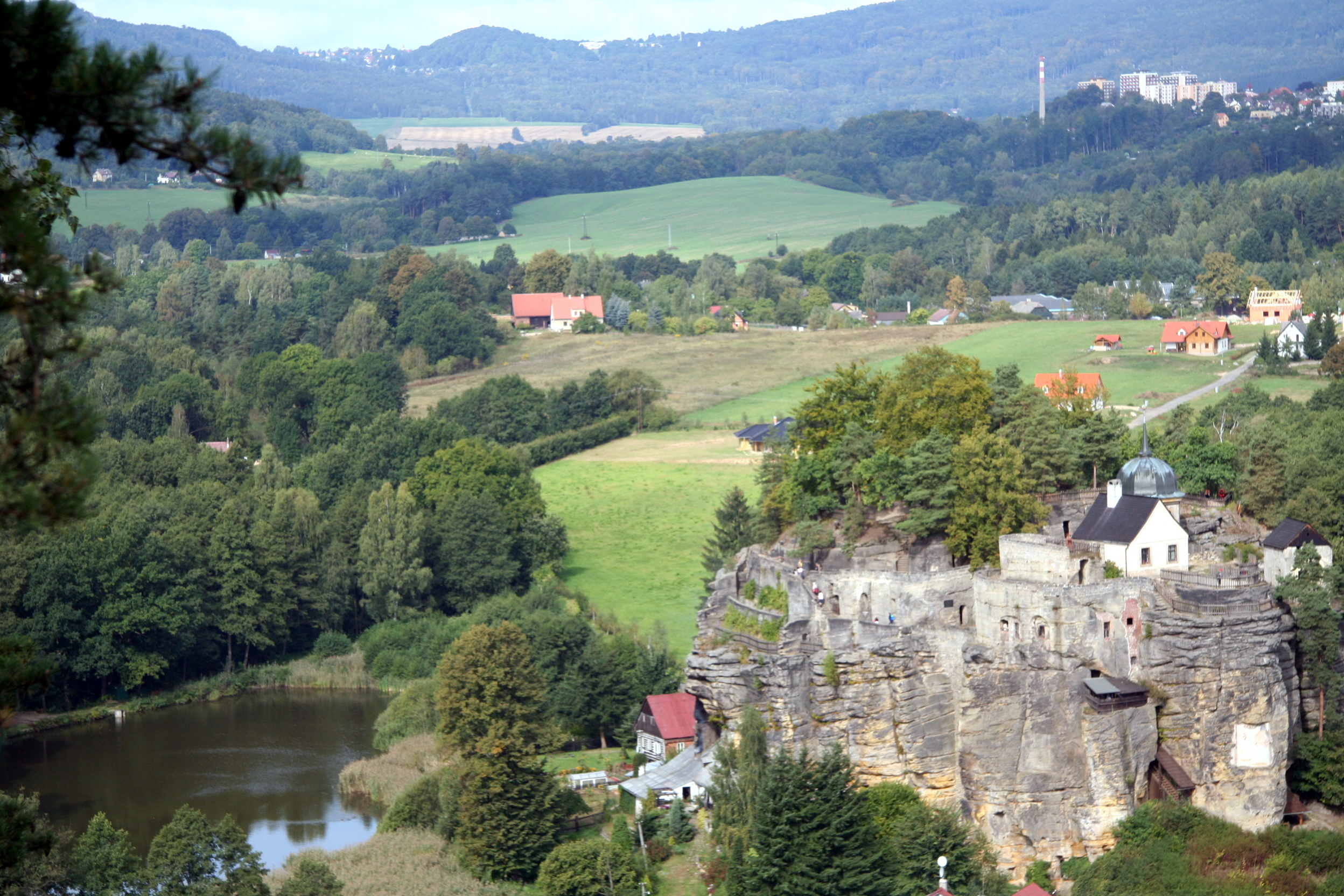
Blick zur Felsenburg Sloup

Die Felsenburg Sloup (deutsch: Einsiedlerstein, auch Bürgstein) ist die bedeutendste Felsenburg in Nordböhmen (Tschechien). Sie wurde in einen alleinstehenden Sandsteinfelsen gebaut, welcher sich 40 Meter über dem Talboden des Dobranovský potok inmitten der Gemeinde Sloup (Bürgstein) erhebt. Der Burgfelsen ist der größte freistehende Fels in der Bürgstein-Schwoikaer Schweiz.

## Geschichte
Die Burg stammt vermutlich aus dem späten 13. Jahrhundert, als sie durch die Herrschaft der Ronauer zum Schutz der Leipaer Straße errichtet wurde; der Name leitet sich vermutlich von „Birkenstein“ ab. Im 14. Jahrhundert gelangte sie an die Herren Berka von Dubá, denen sie bis zum Jahr 1412 gehörte. Danach war sie kurzzeitig im Besitz des nordböhmischen Adligen Hans von Warnsdorf. Während der Hussitenzeit bemächtigte sich der böhmische Edelmann Mikeš Pancíř der Burg. Er musste sich im Jahr 1445 dem Heer des Sechsstädtebundes geschlagen geben, nachdem er mehrere Beutezüge gegen die Oberlausitz geführt hatte. Seine Söhne verkaufen 1471 die Burg erneut an die Berka von Dubá. Nachdem Adam Berka 1607 gestorben war, vermählte sich seine Witwe Anna wieder. Die Felsenburg ging in den Besitz des aus Meißen stammenden Johann Abraham von Saalhausen über, dessen Bruder Wolf sie später übernahm. Nach der Schlacht am Weißen Berg musste Wolf von Saalhausen Böhmen verlassen, da er und sein Bruder den katholischen Habsburgern feindschaftlich gegenüberstanden. Seit 1596 war die Burg unbewohnt und im Jahre 1639 wurde sie während der Herrschaft des Zdeněk Lev Libštejnský von den Schweden in Brand geschossen.
Ab dem Jahr 1690 wurde die Burg unter Graf Ferdinand Hroznata von Kokořovský zur Einsiedelei. Bis 1785 war die Burg Wohnstätte von Eremiten, welche die Höhlen, Tunnel und Hallen im Felsen bedeutend erweiterten und umbauten. Daraus leitet sich auch der heute gebräuchliche Name Einsiedlerstein ab. Die sechs Namen von Einsiedlern, die hier weilten, waren:
- Konstantin (Baumeister, wahrscheinlich stammten von ihm die baulichen Veränderungen),
- Wenzel/Vaclav (Maler, Bruder des Konstantin),
- Jakob Borovanský,
- Anton Hölzel (ab 1720),
- Samuel Görner (Glaslinsenschleifer, ab 1735) und
- Anton Müller (Weber, aus Reichstadt/Zákupy stammend).

Im Jahre 1785 hob Kaiser Josef II. die Einsiedelei auf. 
Anfang des 20. Jahrhunderts wurde die Burganlage für die Öffentlichkeit zugänglich gemacht.